# Microcos henrici
Microcos henrici är en malvaväxtart. Microcos henrici ingår i släktet Microcos och familjen malvaväxter.

## Underarter
Arten delas in i följande underarter:
- M. h. acuta
- M. h. henrici